# Into the West (lied)
Into the West is een lied geschreven door Fran Walsh en Howard Shore, uitgevoerd door Annie Lennox. Het wordt gebruikt bij de aftiteling van de film The Lord of the Rings: The Return of the King uit 2003. Het is een klaagzang voor hen die over de zee naar het Westen varen. Het lied won een Oscar voor het beste originele nummer geschreven voor een film bij de 76e editie van de Oscars in 2004.
Regisseur Peter Jackson deelt op de "Extended Edition" dvd van de film mee, dat de tekst van Into the West geïnspireerd is door Cameron Duncan, een 16-jarige Nieuw-Zeelandse filmmaker en vriend van Peter Jackson die tijdens de opnamen van The Return of the King stierf aan kanker.